# Filtrage spatial
Pour les articles homonymes, voir filtrage.
Le filtrage spatial est une méthode, en optique, permettant de sélectionner des composantes spatiales d'une image. Contrairement au filtrage temporel, on ne s'intéresse pas aux fréquences temporelles (les couleurs), mais aux fréquences spatiales (la forme de l'image).

## Principe

### Point de vue de l'optique géométrique
Selon l'optique géométrique, des rayons lumineux parallèles seront focalisés en un point à l'aide d'une lentille convergente, dans son plan focal image. Mais des rayons n'ayant pas la même direction ne convergeront pas au même point. 
Ainsi, il est possible d'éliminer des rayons en plaçant un filtre dans ce plan. Ces filtres peuvent être, par exemple, des fentes, des diaphragmes, des fils, des points...

### Point de vue de l'optique ondulatoire
L'optique ondulatoire indique, grâce à la diffraction de Fraunhofer, qu'un objet éclairé par une onde plane, formera sa transformée de Fourier dans le plan focal d'une lentille. Par analogie à la transformée de Fourier temporelle, donnant les fréquences temporelles (les couleurs), on peut définir les fréquences spatiales. Celles-ci seront ainsi accessibles dans ce plan focal appelé alors plan de Fourier. On peut alors éliminer certaines de ces fréquences, d'où l'appellation de filtrage spatial, par analogie au filtrage temporel, dans lequel on élimine des fréquences temporelles. 
Ainsi, en ajoutant un masque au centre de l'image formée, il est possible de supprimer les basses fréquences spatiales, tandis qu'en plaçant un diaphragme, on peut couper les hautes fréquences spatiales. Il est également possible de supprimer des composantes spatiales verticales ou horizontales avec des masques. 

## Exemples

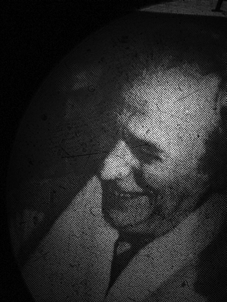
Image tramée projetée sur un écran.

### Épuration d'un laser
Un laser dont le faisceau est agrandi à l'aide d'une lentille convergente présente toujours des irrégularités dues aux poussières et aux déformations des appareils. Tout cela implique que la lumière n'est pas parfaitement focalisée en un point par la lentille. Il y a un halo de lumière tout autour de ce point. En utilisant un trou de très petite taille (quelques dizaines de micromètres), il est possible de cacher ce halo. Le trou est placé après une lentille de courte focale (environ 1 mm) qui permet de concentrer la lumière au centre du trou. Le résultat est une répartition homogène (ou plutôt gaussienne) de la lumière : le laser est épuré et permet d'obtenir un faisceau gaussien.
Ce filtrage ne laisse passer que les rayons près du centre, c'est-à-dire les fréquences spatiales faibles : c'est un filtre passe-bas.

### Expérience d'Abbe
L'expérience d'Abbe permet d'étudier simplement le filtrage spatial en prenant pour objet une grille.

### Strioscopie
La strioscopie consiste à retirer les rayons près du centre (les faibles fréquences spatiales) afin de mieux voir les rayons déviés par l'objet. Par exemple, il est possible de visualiser les fluctuations d'un fluide.

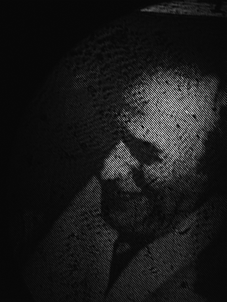
Image détramée suivant une direction.

### Détramaged'image
Il est possible de supprimer certaines fréquences spatiales d'une image afin de supprimer des défauts répétés dans l'image, comme une trame sur une photographie imprimée. Ce procédé a été remplacé par des traitements numériques. 

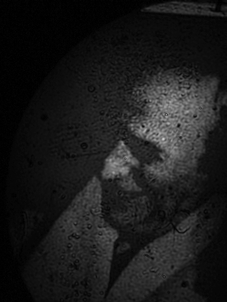
Image détramée.

## Sources et références
- Cet article est partiellement ou en totalité issu de l'article intitulé « Épuration laser » (voir la liste des auteurs).

1. ↑  Ondes lumineuses: Propagation- optique de Fourier- Cohérence sur Google Livres